# Hořejšova vila (Černošice)
Hořejšova vila v Černošicích v ulici Karlštejnská čp. 274 je památkově chráněna od roku 2005. Předmětem ochrany je soubor staveb domu včetně ohrazeného pozemku.

## Historie
Ve vilovém satelitu hlavního města Prahy v Černošicích byla postavena v meziválečném období čtvrť rodinných vil ovlivněná vzorovou kolonií vil v Praze na Babě nebo vilami v Tichém údolí v Roztokách u Prahy.
Funkcionalistická vila Ferdinanda Hořejše v Černošicích bylo nadstandardně vybavené honosné letní sídlo. Dnes je vila v majetku potomků rodiny architekta a stavebníka a je udržována ve vynikajícím stavu.

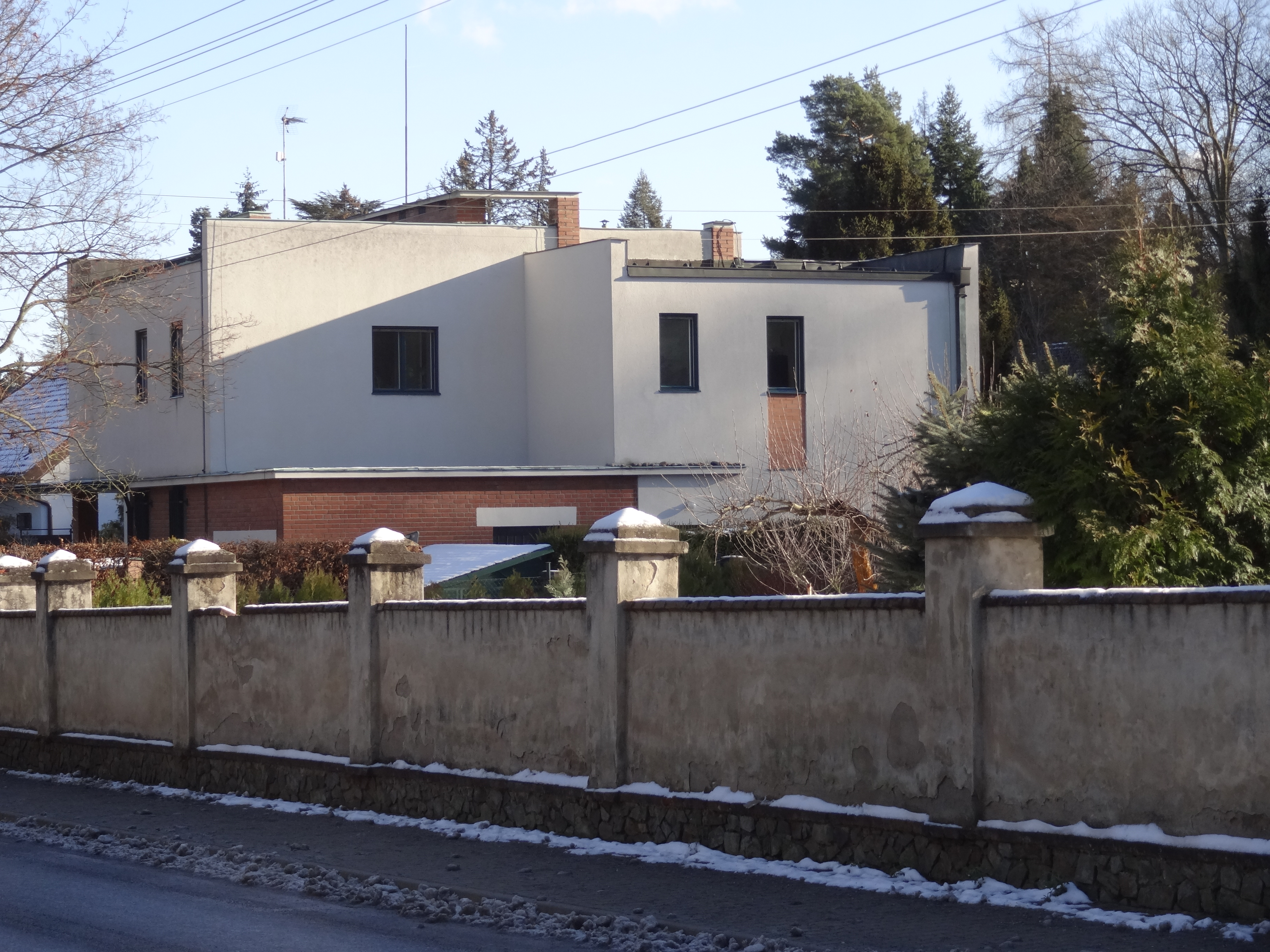
Hořejšova vila, vzdálenější boční pohled z Karlštejnské ulice

Rodinnou vilu pro svého otce Ferdinanda Hořejše projektoval Miloš Hořejš (1895–1977) se svým spolužákem Karlem Štiplem. Oba byli absolventy Josifa Plečnika na Uměleckoprůmyslové škole v Praze. Areál domu s částí zahrady, oplocením, objektem pro vodní čerpadlo a skleníkem se zachoval takřka v úplnosti a tvoří hodnotný celek.
Miloš Hořejš navrhl i vnitřní zařízení vily vysoké umělecké a řemeslné kvality, které se též z větší části zachovalo.

## Architektura

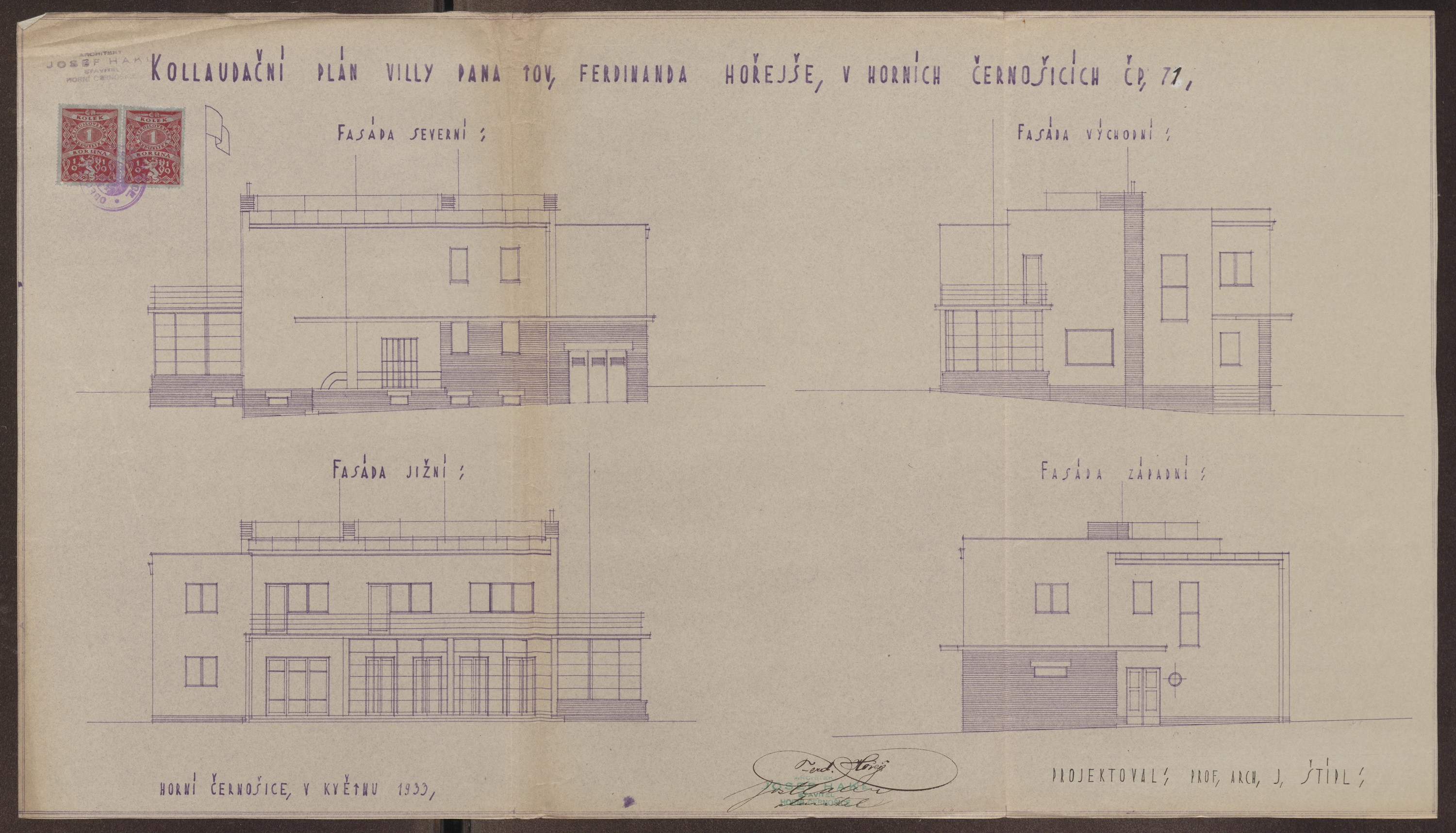
Kolaudační plán vily Ferdinanda Hořejše v Černošicích z roku 1933 (SOkA Praha-venkov)

Rohový dvoupodlažní částečně podsklepený dům byl postaven v letech 1932–1934 firmou Josefa Hakla z Černošic na mírně svažité parcele. Vstupní dveře hlavního vstupu do domu z Karlštejnské ulice jsou dřevěné dvoukřídlé se skleněnou výplní na podestě s několika schody s trubkovým zábradlím. Půdorys budovy je členitý s velkou prosklenou verandou s rozkládací stěnou na jižní straně domu tvořící s půlkruhovou apsidou dominantu domu. Bílá vnější omítka je doplněna režnými prvky.
Na zadní straně domu je vjezd do garáže dřevěnými vraty. Býval zde samostatný byt pro služebnou, prádelna a sušárna.
Dominantou domu je na jižní straně prosklené průčelí obrácené do zahrady zakončenou půlkruhovou apsidou.
Vstup z ulice vede do zádveří se schodištěm do patra. Z přízemní předsíně je vstup do rozlehlého obývacího pokoje s jídelnou, kuchyní a verandou otevřenou do zahrady výklopnými okny. V patře jsou umístěny ložnice se zázemím a terasa. V domě byl vybudován osobní výtah.

## Zahrada a další objekty
K obytnému domu patří také zbytek zahrady s bazénem (za komunistického režimu byla zahrada rozdělena, na původním pozemku stojí dalších pět rodinných domů), skleník, objekt pro vodní čerpadlo a oplocení. Romantická zahrada (původní rozloha 1 ha) projektovaná architektem Kotrbatým současně se stavbou domu výrazně kontrastovala s moderní architekturou domu. Geometrická zahrada byla dělena chodníčky s pískovcovými schůdky a schody. Vše bylo důkladně promyšlené, okrasná zahrada s listnatými i jehličnatými dřevinami (nejen tuzemskými) byla propojena se zahradou užitkovou a sadem. Na zahradě bylo vybudováno jezírko, skleník a objekt pro vodní čerpadlo.